# Arhiva Annei
Anna's Archive (în traducere „Arhiva Annei”) este un motor de căutare cu sursă deschisă pentru biblioteci fantomă care a fost lansat de persoana cu pseudonimul Anna la scurt timp după eforturile unor autorități de a închide Z-Library în anul 2022. Site-ul agregă fișiere din mai multe biblioteci fantomă importante ca Z-Library, Sci-Hub și Library Genesis, precum și din alte surse. Se autointitulează „cea mai mare bibliotecă cu adevărat deschisă din istoria omenirii”, precizând că își propune să „catalogheze toate cărțile existente” și să „monitorizeze progresul umanității în a face toate aceste cărți ușor accesibile în format digital”. Site-ul susține că nu este responsabil pentru descărcările de materiale protejate de drepturi de autor deoarece doar indexează metadatele și legăturile către pagini terțe de descărcare a fișierelor, fără a găzdui direct niciun fișier. Cu toate acestea, site-ul s-a confruntat cu cenzura din partea unor guverne și cu acțiuni în justiție ale unor editori și grupuri de combatere a pirateriei informatice pentru încălcarea pe scară largă a drepturilor de autor.

## Începuturi
Arhiva Annei a fost creată de membrii proiectului Pirate Library Mirror (PiLiMi), un demers anonim de duplicare a bibliotecilor fantomă care au finalizat o copie completă a Z-Library în septembrie 2022. PiLiMi a recunoscut că a „încălcat în mod deliberat legea drepturilor de autor în majoritatea țărilor” în încercarea de a duplica aceste biblioteci virtuale. Scopul inițial al proiectului a fost mai degrabă conservarea decât efectuarea de căutări în baza de date. La câteva zile după ce autoritățile din SUA au confiscat mai multe domenii care aparțineau Z-Library și i-au arestat pe presupușii administratori în luna noiembrie a aceluiași an, Anna (denumită și Anna Archivist), membră a PiLiMi, a lansat Arhiva Annei, care a afișat inițial rezultatele din Z-Library și Library Genesis.

## Site web
Codul sursă pentru Arhiva Annei este disponibil în domeniul public sub licența CC0. Datele sale sunt distribuite în masă prin fișiere de tip torrent, astfel încât să fie rezistente la măsurile de blocare a site-urilor web. Site-ul în sine nu găzduiește niciun fișier, dar are legături către descărcări externe furnizate prin servere terțe. De asemenea, oferă posibilitatea de a descărca fișiere prin protocolul IPFS.
Arhiva are un sistem cu două categorii de descărcare, în care descărcările de mare viteză sunt disponibile numai pentru utilizatorii care au un abonament plătit, în timp ce non-membrii trebuie să utilizeze opțiuni mai lente cu verificarea browserului pentru a preveni utilizarea abuzivă de către roboți. Site-ul se descrie ca fiind non-profit, susținând că donațiile și taxele membrilor sunt cheltuite în cea mai mare parte pentru găzduirea serverului și că banii nu sunt folosiți personal de către administratorii site-ului. Unii colaboratori voluntari primesc calitatea de membru și recompense în bani.
Până la data de 15 ianuarie 2025, Arhiva Annei avea peste 40.369.782 de cărți și 98.401.746 de articole sau reviste, iar lista sa de torrente avea o dimensiune totală de aproximativ un petabyte. Biblioteca include Library Genesis, Sci-Hub, Z-Library, Internet Archive, DuXiu, MagzDB și Nexus/STC printre „bibliotecile sale sursă”, iar Open Library și WorldCat ca surse pentru metadate.